# Esper Dream
Esper Dream (エスパードリーム?) es un videojuego de rol de acción para Family Computer Disk System que fue publicado por Konami el 20 de febrero de 1987 solamente en Japón. Durante este tiempo, los juegos de rol tenían una apariencia particular, principalmente con motivos de espada y magia. En lugar de eso, Esper Dream se desarrolla en un mundo de cuentos de hadas con un joven con talentos ESP que empuñan un arma.

## Curiosidades
- El personaje héroe de Esper Dream hace un cameo en el 15 del manga Warera Hobby's Famicom Seminar.